# Opheltes
Opheltes is een geslacht van vliesvleugeligen uit de familie van de gewone sluipwespen (Ichneumonidae). De wetenschappelijke naam van het geslacht werd in 1859 gepubliceerd door Holmgren, en is later nogmaals ongeldig gebruikt als Opheltes Thomson, 1864, een niet langer geaccepteerde geslachtsnaam in de familie boktorren.

## Soorten
- Opheltes glaucopterus (Linnaeus, 1758)
- Opheltes japonicus (Cushman, 1924)